# Dave Bowen
David Lloyd Bowen, né le 7 juin 1928 à Maesteg au Pays de Galles et mort le 25 septembre 1995 à Northampton en Angleterre, est un joueur de football international gallois, qui évoluait au poste de milieu de terrain, avant de devenir ensuite entraîneur.

## Biographie

### Carrière de joueur

#### Carrière en club
Avec le club londonien d'Arsenal, il remporte un titre de champion d'Angleterre et un Charity Shield. Il joue également une finale de Coupe d'Angleterre, perdue face à l'équipe de Newcastle United.

#### Carrière en sélection
Avec l'équipe du Pays de Galles, il joue 19 matchs et inscrit un but entre 1954 et 1959. 
Il joue son premier match en équipe nationale le 22 septembre 1954 contre la Yougoslavie, et son dernier le 22 avril 1959 contre l'Irlande du Nord. Le 15 janvier 1958, il inscrit un but face à l'équipe d'Israël. Il porte à 10 reprises le brassard de capitaine.
Il figure dans le groupe des sélectionnés lors de la Coupe du monde de 1958. Lors du mondial organisé en Suède, il joue 5 matchs, atteignant le stade des quarts de finale, en étant éliminé par le Brésil.

### Carrière d'entraîneur
Il entraîne l'équipe du Pays de Galles d'octobre 1964 à mars 1965, puis de mai 1965 à septembre 1974, pour un total de 57 matchs dirigés.

## Palmarès
| \| Northampton Town - Championnat d'Angleterre D3-Sud : - Champion : 1949-50. \| \| Arsenal - Championnat d'Angleterre (1) : - Champion : 1952-53. - Coupe d'Angleterre : - Finaliste : 1951-52. - Charity Shield (1) : - Vainqueur : 1953. \| |  | Northampton Town - Championnat d'Angleterre D2 (2) : - Vice-champion : 1964-65. - Championnat d'Angleterre D3 (2) : - Champion : 1962-63.               |
| Northampton Town - Championnat d'Angleterre D3-Sud : - Champion : 1949-50. |  | Arsenal - Championnat d'Angleterre (1) : - Champion : 1952-53. - Coupe d'Angleterre : - Finaliste : 1951-52. - Charity Shield (1) : - Vainqueur : 1953. |